# Missaglia
Missaglia is een gemeente in de Italiaanse provincie Lecco (regio Lombardije) en telt 7805 inwoners (31-12-2004). De oppervlakte bedraagt 11,5 km², de bevolkingsdichtheid is 653 inwoners per km².

## Demografie
Missaglia telt ongeveer 3069 huishoudens. Het aantal inwoners steeg in de periode 1991-2001 met 6,8% volgens cijfers uit de tienjaarlijkse volkstellingen van ISTAT.
| Jaar | Inwoneraantal |
| ---- | ------------- |
| 1991 | 6733          |
| 2001 | 7194          |

## Geografie
Missaglia grenst aan de volgende gemeenten: Casatenovo, Lomagna, Montevecchia, Monticello Brianza, Osnago, Perego, Sirtori, Viganò.